# سيانيد الفضة
 سيانيد الفضة مركب كيميائي له الصيغة AgCN ، ويكون على شكل بلورات عديمة اللون.

## الخواص
- عملياً يعد سيانيد الفضة غير منحل في الماء، لكنه ينحل في الأمونياك المركز وفي حمض النتريك الساخن.
- يؤدي تسخين المركب إلى إطلاق سيانيد الهيدروجين وتشكل أكسيد الفضة.

## التحضير
يحضر مركب سيانيد الفضة من إضافة أحد سيانيدات الفلزات القلوية مثل سيانيد الصوديوم إلى محلول نترات الفضة
AgNO3 + NaCN→ AgCN↓ + NaNO3
بإضافة كمية فائضة من أيون السيانيد إلى الناتج يؤدي ذلك إلى تشكل معقد منحل من ثنائي سيانو فضات الصوديوم Na[Ag(CN)2].

## الاستخدامات
- يمثل مركب سيانيد الفضة مرحلة وسطية أثناء الحصول على الفضة من معادنها.
- يستخدم من أجل الطلي بطبقات من الفضة في أحواض الخلايا الغلفانية.